# Лесенець (Малопольське воєводство)
Лесенець (пол. Lesieniec) — село в Польщі, у гміні Івановиці Краківського повіту Малопольського воєводства.
Населення — 174 особи (2011).
У 1975-1998 роках село належало до Краківського воєводства.

## Демографія
Демографічна структура станом на 31 березня 2011 року:
|          | Загалом | Допрацездатний вік | Працездатний вік | Постпрацездатний вік |
| -------- | ------- | ------------------ | ---------------- | -------------------- |
| Чоловіки | 94      | 15                 | 63               | 16                   |
| Жінки    | 80      | 10                 | 47               | 23                   |
| Разом    | 174     | 25                 | 110              | 39                   |